# 대삼원
《대삼원》(大三元: Tristar)은 홍콩에서 제작된 서극 감독의 1996년 액션, 멜로/로맨스 영화이다. 장국영 등이 주연으로 출연하였고 왕응상 등이 제작에 참여하였다.

## 출연

### 주연
- 장국영
- 원영의
- 유청운

### 조연
- 진금홍
- 강흔연
- 홍흔
- 사천화
- 황바이밍
- 풍울형
- 종경휘
- 모제스 찬
- 웅흔흔
- 포한림
- 성규안
- 리샹친
- 사미의
- 방보라
- 풍군맹
- 유옥취
- 주요산
- 오건웅
- 사군태
- 이원
- 주영당